# Semana Santa en Murcia
La Semana Santa de Murcia es una fiesta religiosa declarada de Interés Turístico Internacional que se desarrolla cada año entre el Viernes de Dolores y el Domingo de Resurrección en la ciudad de Murcia (España).
Se trata de una de las Semanas Santas españolas de mayor importancia tanto por su excelente patrimonio escultórico; destacando las tallas de Francisco Salzillo (siglo XVIII), además de las de Diego de Ayala y Domingo Beltrán (siglo XVI), Nicolás de Bussy (siglo XVII), Antonio Dupar, Nicolás Salzillo y Roque López (siglo XVIII), y los contemporáneos Juan González Moreno, José Sánchez Lozano, José Planes o José Hernández Navarro, como también por poseer un estilo propio (el estilo tradicional) originario del siglo XVIII y que supone una forma única en España de celebrar la pasión, lo que la convierte en una Semana Santa especial en el panorama nacional al escapar de la omnipresente influencia andaluza (ya sea sevillana o malagueña) y distinguirse también del estilo castellano, constituyendo así un importantísimo patrimonio etnográfico. 
Es así mismo la celebración más antigua con la que cuenta la ciudad puesto que la cofradía decana, Los Coloraos, hunde sus raíces en los comienzos del siglo XV.
La Semana Santa de Murcia fue declarada de Interés Turístico Internacional con fecha 5 de abril de 2011.

## Cofradías y estilos
En la actualidad son 15 las cofradías murcianas que se encargan de sacar a la calle 97 tronos o pasos procesionales cada Semana Santa. En Murcia, como rasgo peculiar, la mayoría de cofradías no sólo representan un pasaje de la pasión y una virgen, sino que cuentan con una sucesión de varias escenas pasionales. Cada paso procesional conforma una hermandad, constituida por los nazarenos penitentes y los estantes (los que portan el trono); ya que los 95 pasos son llevados a hombros. De esta manera, cada una de las 15 cofradías está constituida a su vez por diferentes hermandades, desde la única hermandad de la Cofradía del Refugio (el Silencio), hasta las 15 hermandades de Los Coloraos (divididas entre sus dos procesiones, 12 el Miércoles Santo y 3 el Jueves Santo).

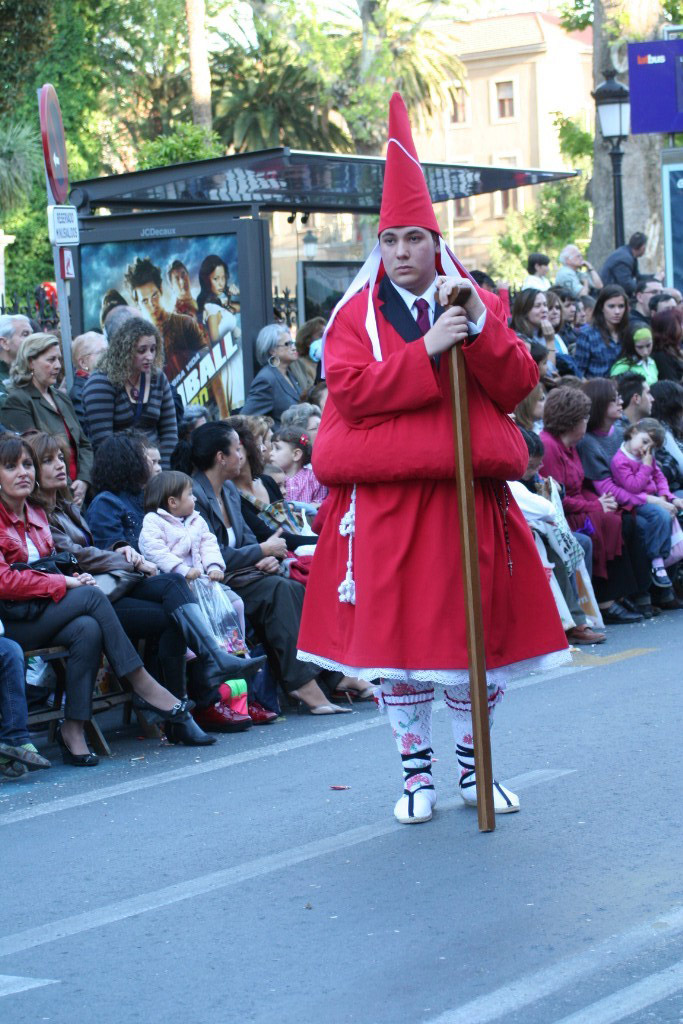
Estante de estilo tradicional de Los Coloraos

Estas 15 cofradías sacan a la calle un total de 17 procesiones.
Las procesiones tienen lugar por la tarde o por la noche (con salida entre las 17:00 y las 22:00 horas), salvo el Viernes Santo (6:00 hora solar) y el Domingo de Resurrección (8:15 h.), días en los que hay procesiones por la mañana.
Así mismo, es una Semana Santa llena de matices y muy diversa, puesto que disfruta de dos estilos diferentes de procesionar, uno de ellos totalmente exclusivo de Murcia: 

### El estilo tradicional

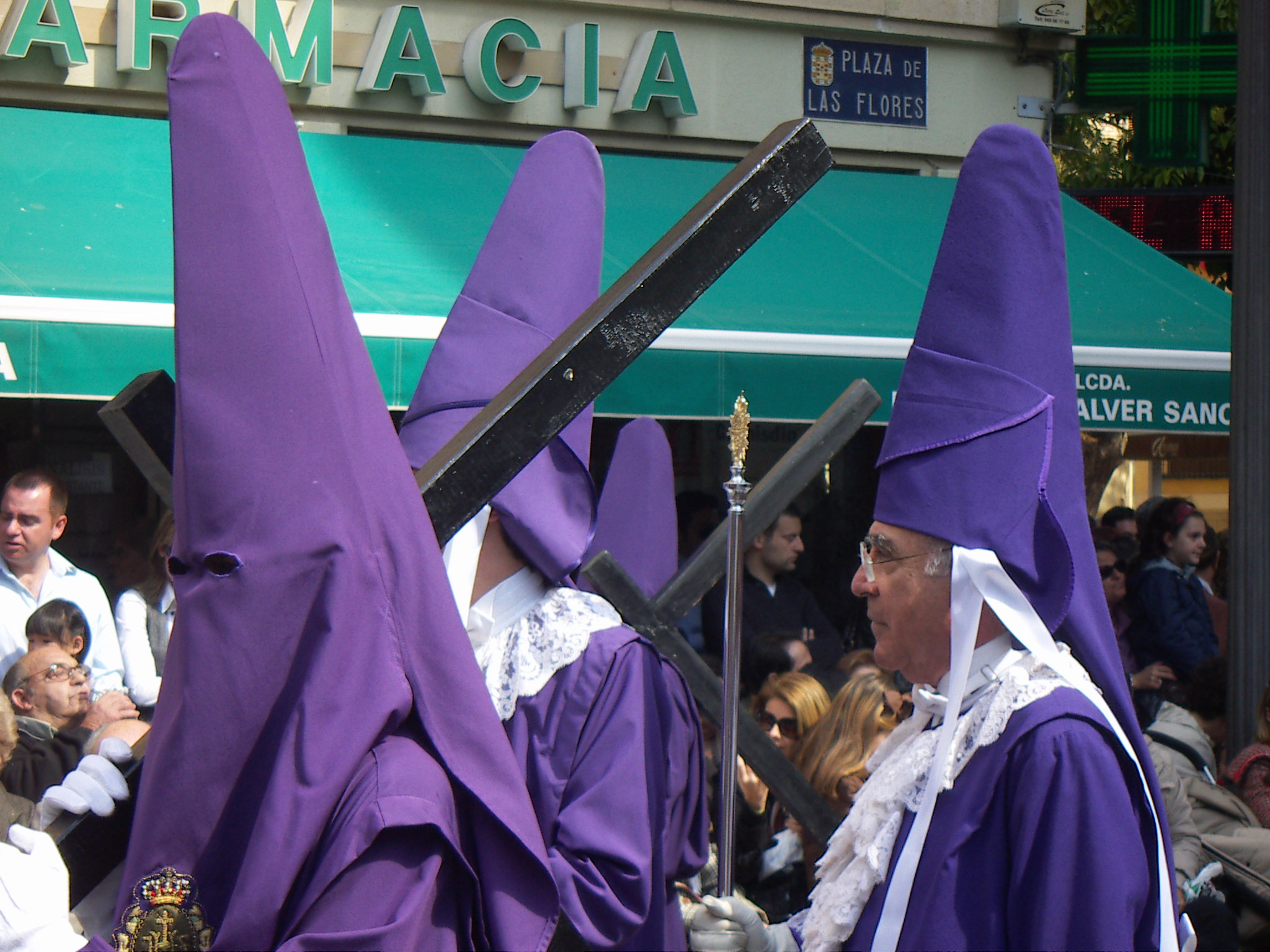
Penitente y mayordomo de estilo tradicional de Los Salzillos

- Es el más antiguo, hunde sus raíces en el siglo XVIII, caracterizado por la especial indumentaria de estantes (nazarenos que portan los pasos) y mayordomos (nazarenos que rigen la procesión). Ambos llevan un capuz (forma murciana de llamar al capirote) corto y romo que no tiene la forma cónica habitual del resto de España y que deja el rostro al descubierto, contando con unas cintas de seda a ambos lados que hoy tienen una función decorativa pero que en la antigüedad servían para ajustar el capuz bajo la barbilla. Además, los estantes llevan la túnica recogida en la cintura formando un buche (o "sená", como se dice en Murcia) que le deja la túnica ligeramente por debajo de la rodilla. Debajo de esa "faldilla" se llevan enaguas almidonadas que le dan vuelo a la túnica. Finalmente calzan esparteñas huertanas, cubriendo las piernas con medias de repizco, muchas de ellas bordadas. Mientras, los mayordomos se caracterizan por tener puntillas blancas de encaje en la bocamanga y cuello de la túnica, clara influencia barroca. Esta especial vestimenta, única en España, evidencia el origen huertano de los antiguos estantes, y el origen aristocrático de los antiguos mayordomos. Los nazarenos penitentes que desfilan delante de los pasos formando dos filas, llevan túnica hasta los pies, van sin puntillas, con la cara tapada y portan una o varias cruces, o un farol o cirio.

- Las imágenes son conducidas en procesión sobre tronos de inspiración neobarroca, tallados en madera y dorados, más ricamente decorados que los castellanos pero más sencillos que los andaluces (los más antiguos conservados datan del siglo XIX), que son portados sobre los hombros de un número variable de nazarenos estantes, según el tamaño y peso del paso procesional, entre 16 y 40, ya que los tronos, de forma histórica, llevan tan solo dos estantes en cada una de las varas del paso, además de aquellos que van en el propio trono o "tarima".

- Es distintivo de Murcia y del estilo tradicional la especial forma en la que son llevados los pasos, ya que no se marca el ritmo, a excepción de los que representan a Jesús Nazareno. Ninguno sigue el compás de la música, por más que la mayoría cuente con ese acompañamiento, de esta manera son portados con un andar peculiar, distinto al que se emplea en cualquier otro lugar de España, desacompasado pero medido, lento, ofreciendo la sensación de que las imágenes flotan.Carros-bocina del toque de la Burla. Procesión de Los Coloraos

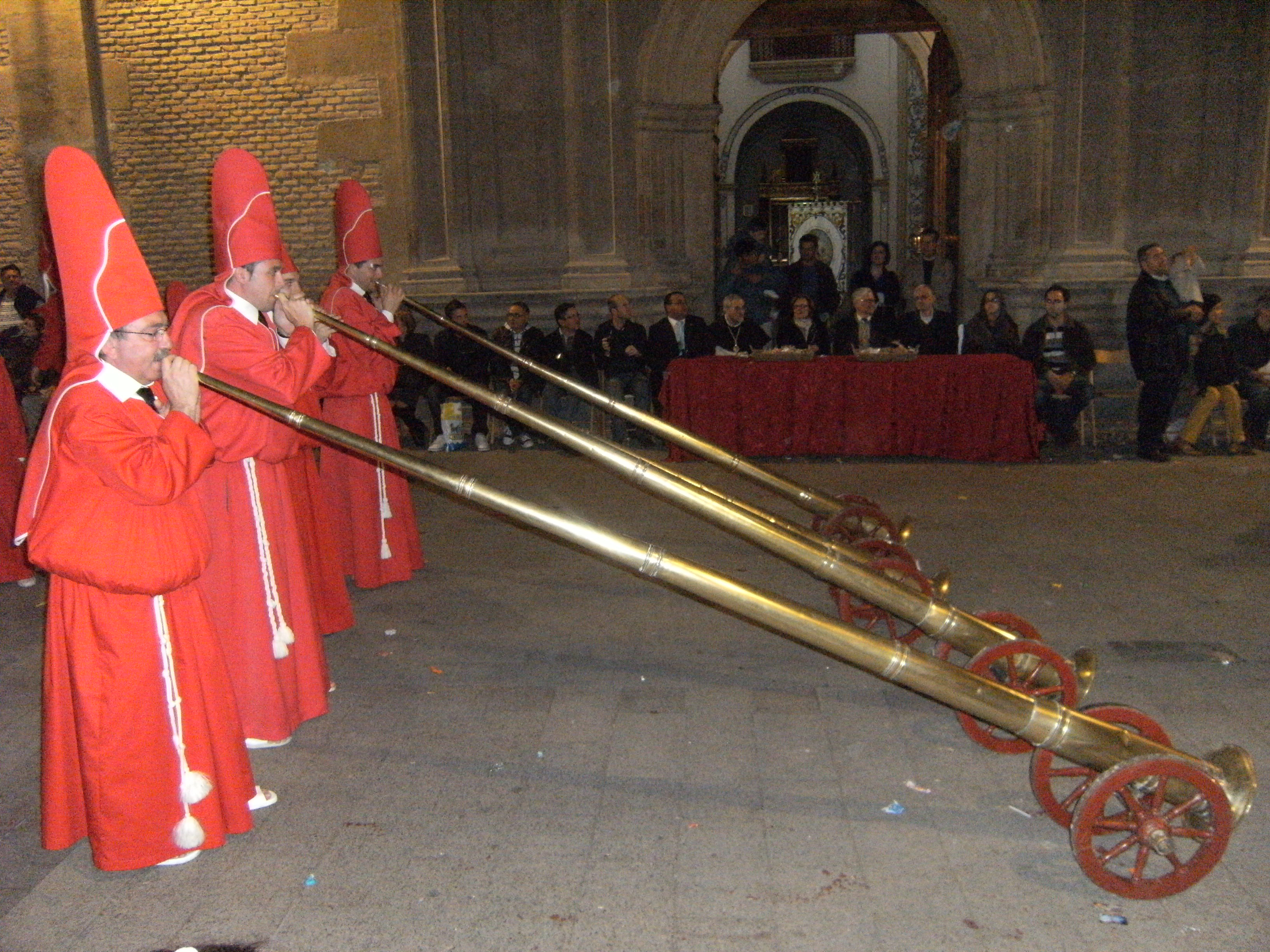
Carros-bocina del toque de la Burla. Procesión de Los Coloraos

- Otro de sus rasgos es la entrega de caramelos, monas con huevo, o estampas procesionales al público, por parte de los nazarenos penitentes, los mayordomos y por algunos estantes y cuyo origen se remonta a las ofrendas penitenciales que los nazarenos realizaban para expiación de sus pecados, sobre todo en lo que se refiere a los penitentes. Sin embargo, para los estantes se cree que su origen está en que la mayoría procedían de la huerta que circunda la ciudad, y como pasaban muchas horas fuera de sus casas y eran gente de pocos recursos, traían consigo su comida o cena para reponer fuerzas, viandas que acabaron compartiendo con los espectadores, lo que constituye, en definitiva, una hermosa tradición, un signo del compartir entre cofrades y espectadores y una expresión de la generosidad de la tierra murciana.[2]

- Cuenta así mismo con un tipo de acompañamiento musical único, llamado la burla, y que suele ir tras los pasos que representan los momentos más trágicos de la pasión (Cristo flagelado o coronado de espinas, o caído en su camino al calvario). Los grupos de burla se componen de tambores destemplados y unas trompetas alargadas llamadas carros-bocina. Esta música, propia y única de la Semana Santa de Murcia, se cree originaria del siglo XVII.

- La cofradías que siguen este estilo son: Amparo, Caridad, Esperanza, Perdón, Sangre, Jesús Nazareno, Misericordia, Servitas, Santo Sepulcro y Resucitado. Aunque cada una dispone a su vez de características propias ya que no todas siguen al cien por cien los parámetros descritos.

- Las 4 cofradías más antiguas son consideradas el referente a seguir dentro del estilo tradicional murciano: son la Archicofradía de la Sangre (1411); conocida popularmente como los coloraos, el Santo Sepulcro (1570), Nuestro Padre Jesús Nazareno (1600); conocida popularmente como los moraos o los salzillos, y Servitas (siglo XVII). Pero lo cierto es que hay que señalar a la Sangre y Jesús como las más importantes, las que cuentan con mayor número de cofrades y las que conservan en todas sus dimensiones los elementos más señalados del estilo procesional murciano.

### El estilo de silencio

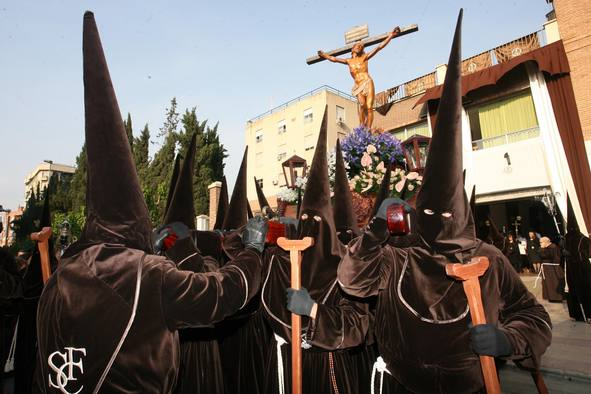
Estantes de estilo de silencio. Cofradía de la Fe

- Surgido en los años 1940, se caracteriza por la diferente indumentaria de los nazarenos estantes y de los mayordomos respecto a las cofradías de estilo tradicional. En este estilo la túnica de los nazarenos que portan los pasos y la de los mayordomos no se diferencia prácticamente de la de los nazarenos penitentes. Como llevan la cara tapada (y la túnica hasta los pies en el caso de los estantes), se alejan totalmente del modelo tradicional.

- No se entregan caramelos al público por parte de ningún nazareno, que en la mayoría de los casos guardan voto de silencio durante todo el recorrido.

- Todos los tronos marcan el paso, representen o no a Jesús con la cruz a cuestas, aunque tampoco siguen el ritmo de música alguna, aunque algunos cuenten con este acompañamiento.

- Las procesiones que siguen a grandes rasgos este estilo son: Fe, Rescate, Salud, Refugio, Soledad y Yacente. Aunque también hay diferencias entre cada una de ellas, a veces importantes.

## Viernes de Dolores
La primera cofradía en desfilar por las calles de Murcia inaugurando la Semana Santa es la Real y Venerable Cofradía del Santísimo Cristo del Amparo y María Santísima de los Dolores (1985), con su túnica de color azul, que procesiona desde el céntrico barrio de San Nicolás, contando con la venerada imagen de Nuestro Padre Jesús del Gran Poder de Nicolás de Bussy (siglo XVII) o un bellísimo crucificado atribuido a Antonio Dupar (siglo XVIII).

## Sábado de Pasión
En esta segunda jornada Murcia se llena de ambiente nazareno con el desfile de dos cofradías, las más recientes, y un total de once pasos y hermandades:
- La Cofradía del Santísimo Cristo de la Fe de estilo de silencio, la más reciente de la Semana Santa murciana (1999), con túnica marrón. Sale de la iglesia de San Francisco de Asís (Capuchinos), de ahí su apelativo popular.
- La Muy Ilustre y Venerable Cofradía del Santísimo Cristo de la Caridad (1993) y su depurado estilo tradicional, con túnica color corinto y numerosas imágenes de José Hernández Navarro y la primera imagen datada de Salzillo que sale a la calle. Parte desde la iglesia de Santa Catalina.

También se produce el traslado y posterior encuentro de Nuestro Padre Jesús de las Mercedes, de la Cofradía de la Salud, desde la iglesia conventual de La Merced a la sede de la Cofradía.

## Domingo de Ramos
En este importante día de la Semana Santa desfila la Pontificia, Real y Venerable Cofradía del Santísimo Cristo de la Esperanza, María Santísima de los Dolores y del Santo Celo por la Salvación de las Almas (1754), considerada la primera de las tradicionales al ser durante mucho tiempo la que inauguraba las procesiones. Sus titulares son importantes obras de Francisco Salzillo (siglo XVIII). Parte de la iglesia de San Pedro Apóstol.

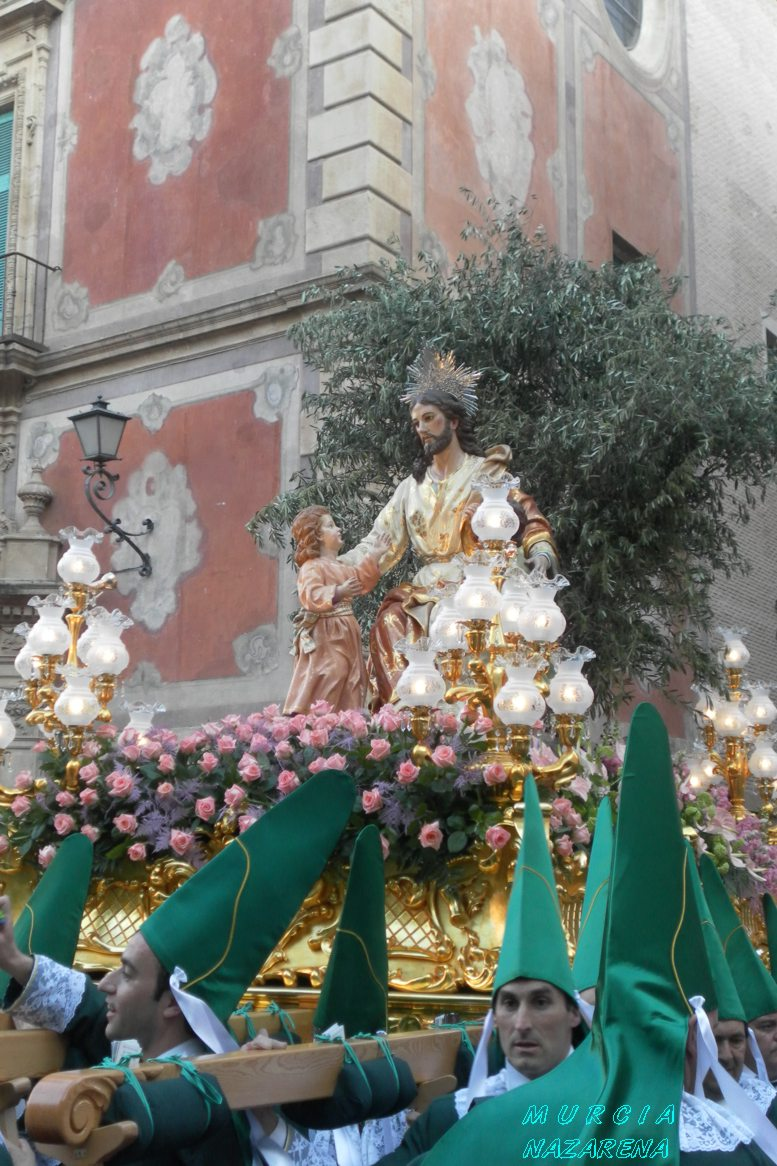
Dejad que los niños se acerquen a mi.
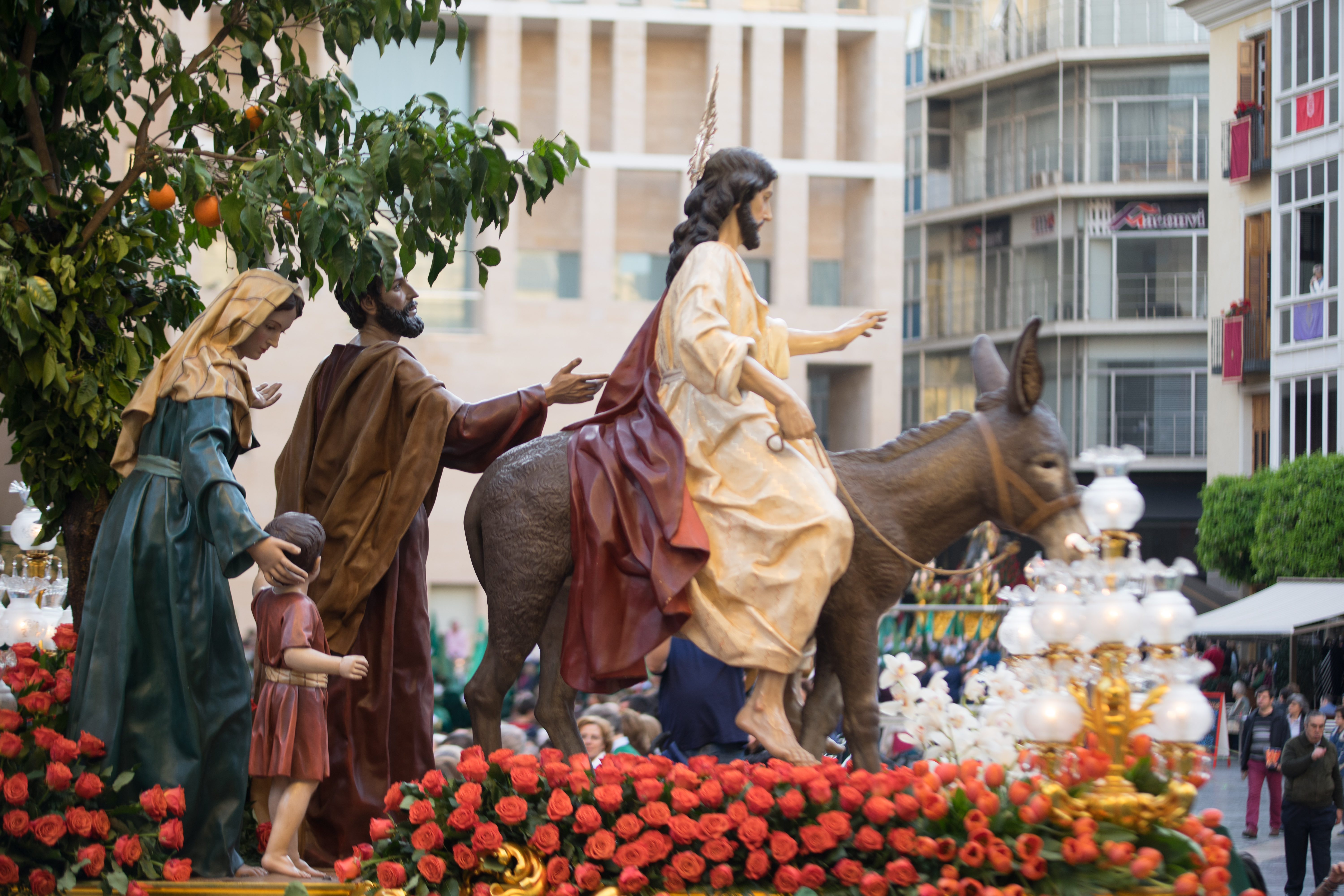
Entrada de Jesús en Jerusalén.
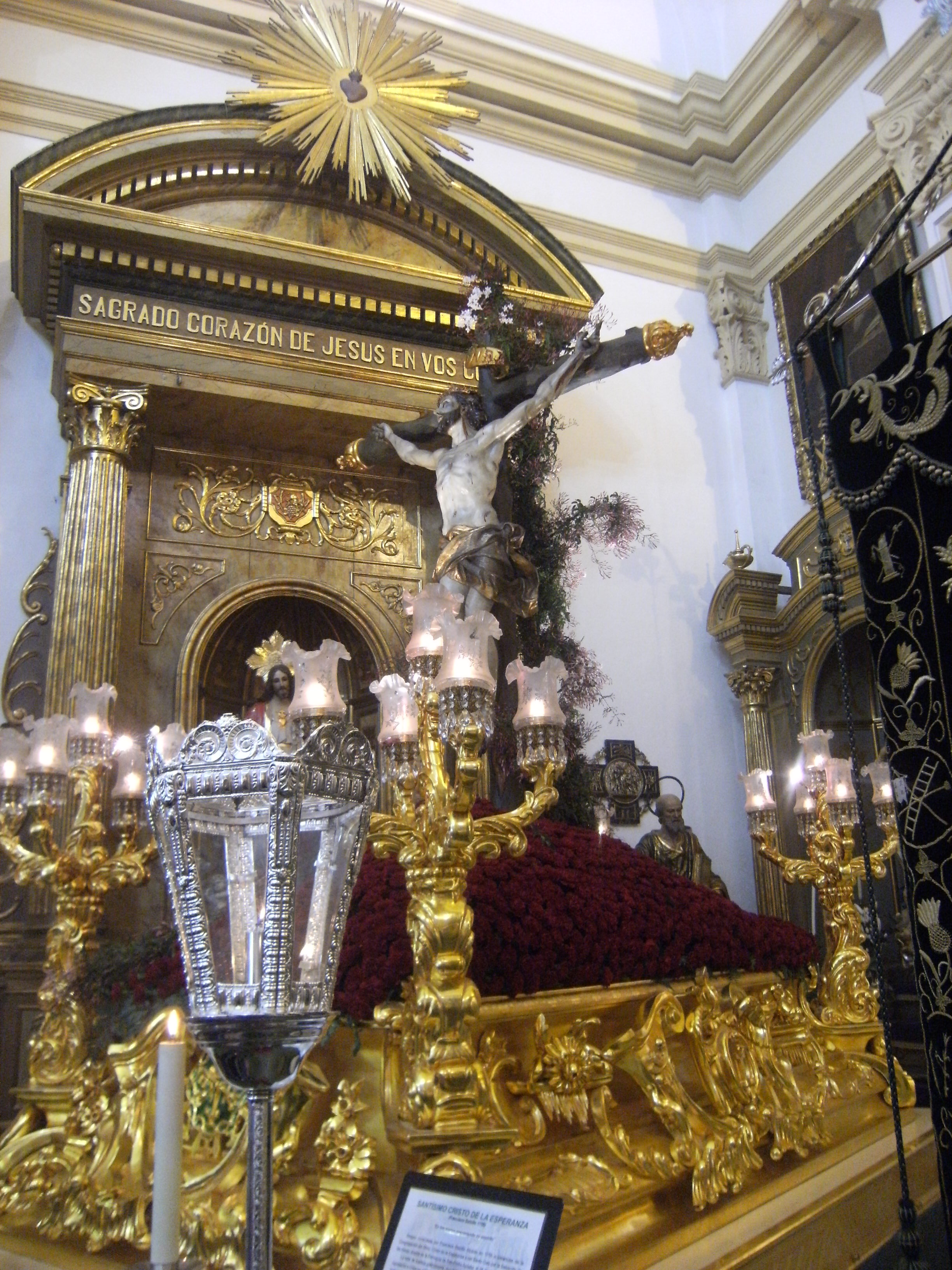
Cristo de la Esperanza.

## Lunes Santo
En esta jornada de Lunes Santo tiene lugar la procesión de la Real, Ilustre y Muy Noble Cofradía del Santísimo Cristo del Perdón, siendo una de las más antiguas de la ciudad ya que sus orígenes se remontan a la Hermandad del Prendimiento fundada en 1600, aunque la institución actual data de 1896. Su túnica es de color magenta, partiendo de la iglesia de San Antolín. Es una de las procesiones más populares de Murcia y su titular (el Cristo del Perdón) uno de los más venerados. Cuenta con un importante número de nazarenos repartidos en sus 11 hermandades de estilo Tradicional.

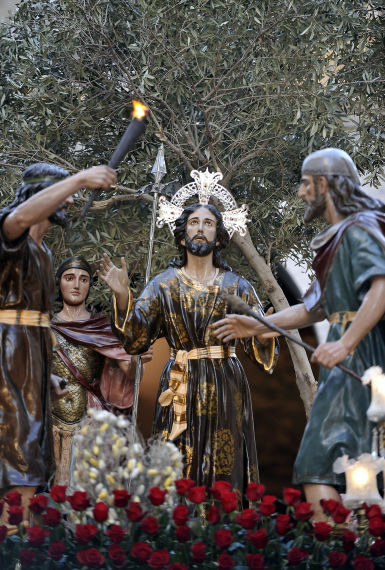
El Prendimiento.
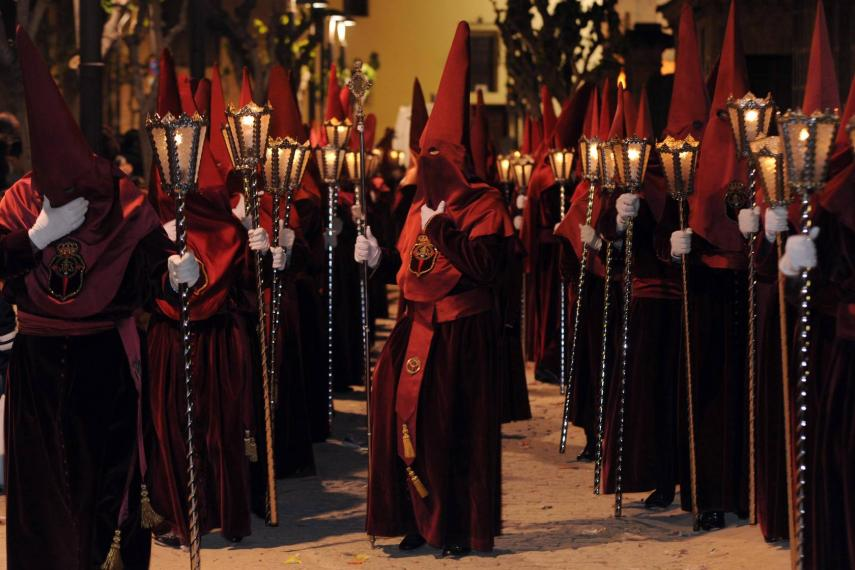
Nazarenos del Perdón.
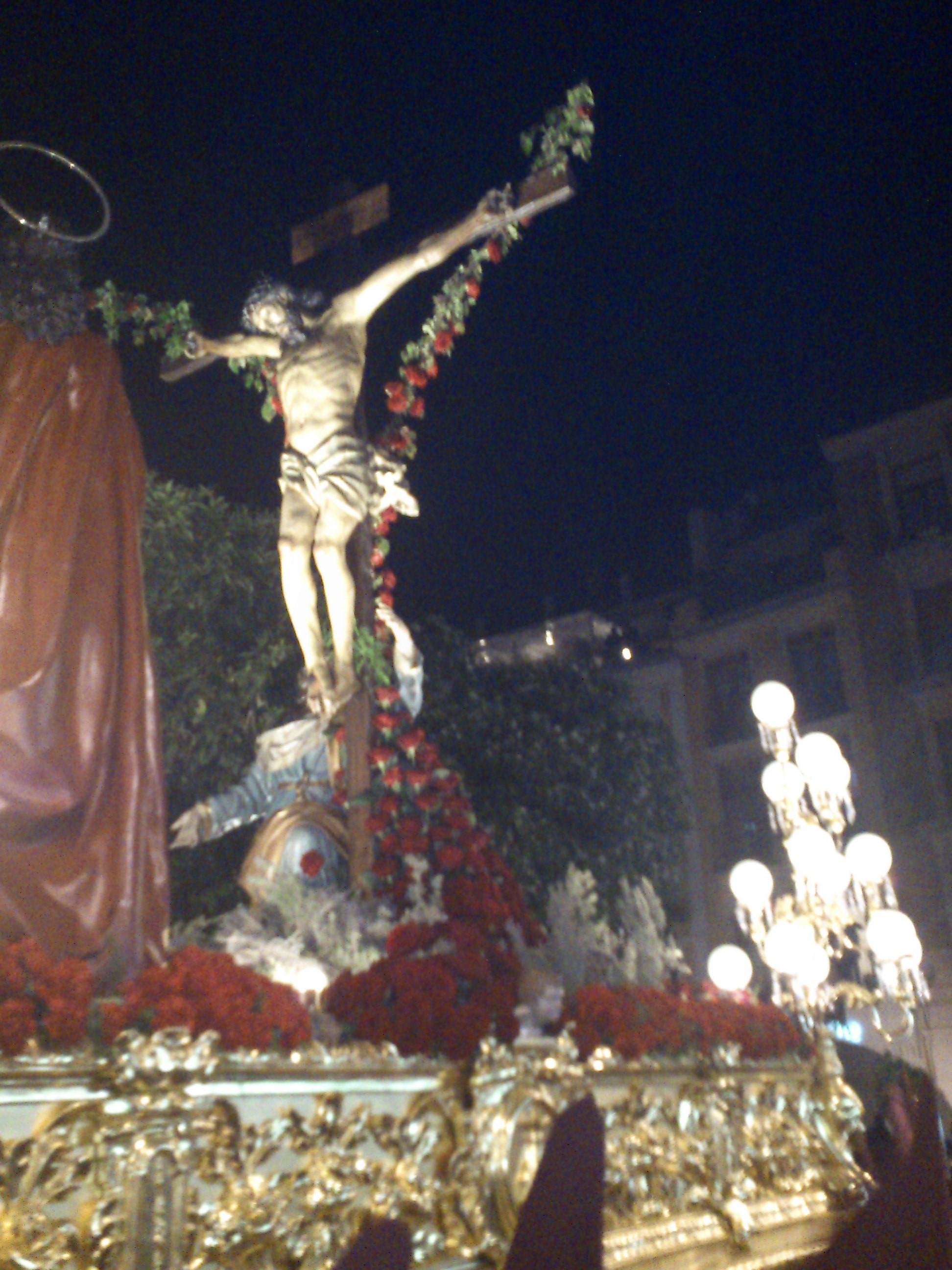
Cristo del Perdón.

## Martes Santo
Este día salen a las calles murcianas dos cofradías, ambas de estilo de Silencio, con un total de 8 hermandades: 
- La Hermandad de Esclavos de Nuestro Padre Jesús del Rescate y María Santísima de la Esperanza  (1943), cuyo cotitular es una de las imágenes más veneradas no solo en la ciudad sino en toda la Región de Murcia y zonas próximas, Nuestro Padre Jesús del Rescate. Desfila desde la iglesia de San Juan Bautista. Está formada por 3 hermandades.

- La Pontificia, Real, Hospitalaria y Primitiva Asociación del Santísimo Cristo de la Salud (1957), en la que desfila la imagen más antigua de cuantas procesionan en Murcia, el Santísimo Cristo de la Salud, de finales del siglo XV. Parte de la iglesia de San Juan de Dios. Constituida por 5 hermandades. El 27 de marzo de 2018 procesionó por primera vez en Murcia un paso llevado exclusivamente por mujeres, "María, consuelo de los afligidos".

"
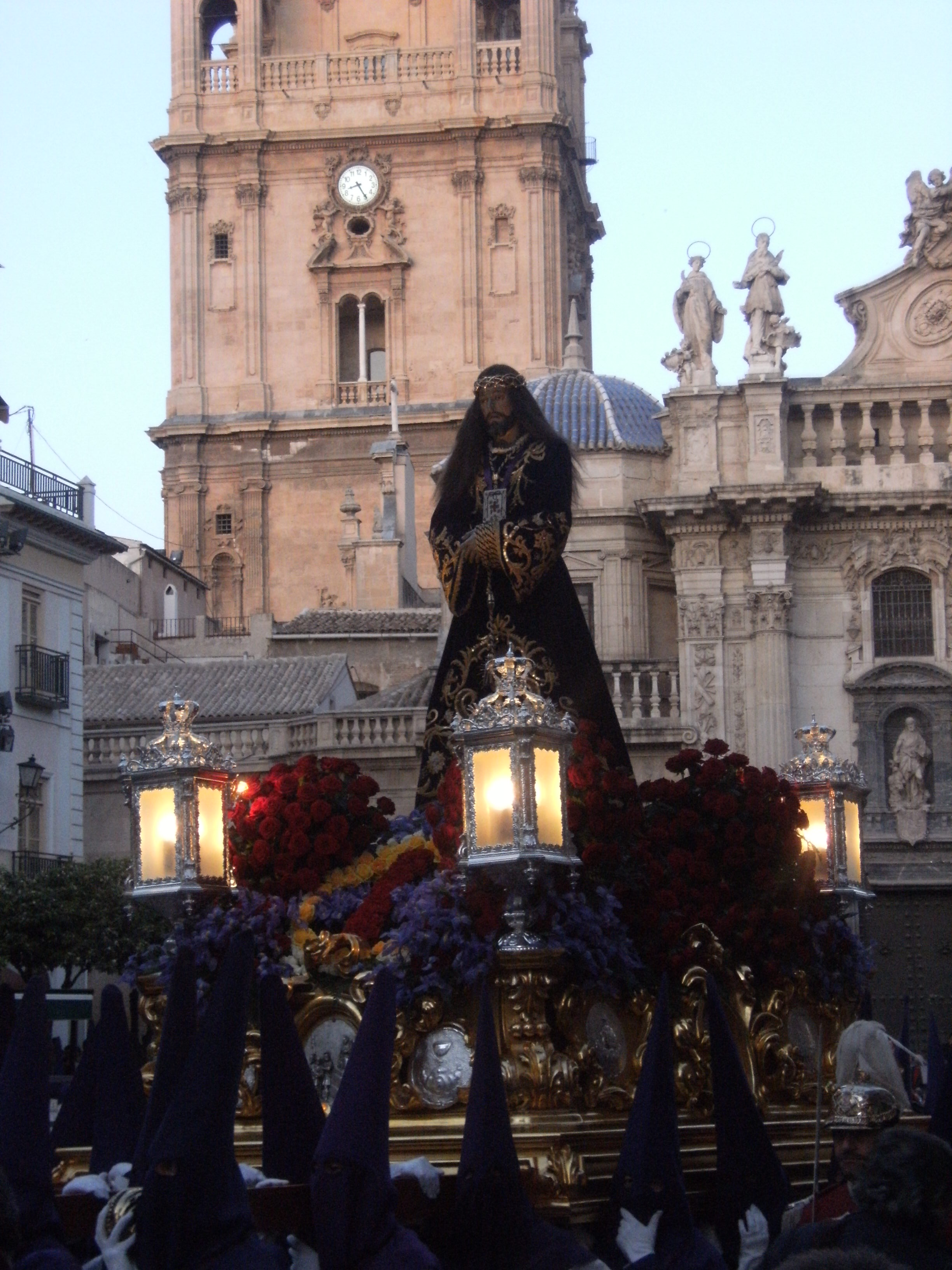
Nuestro Padre Jesús del Rescate.
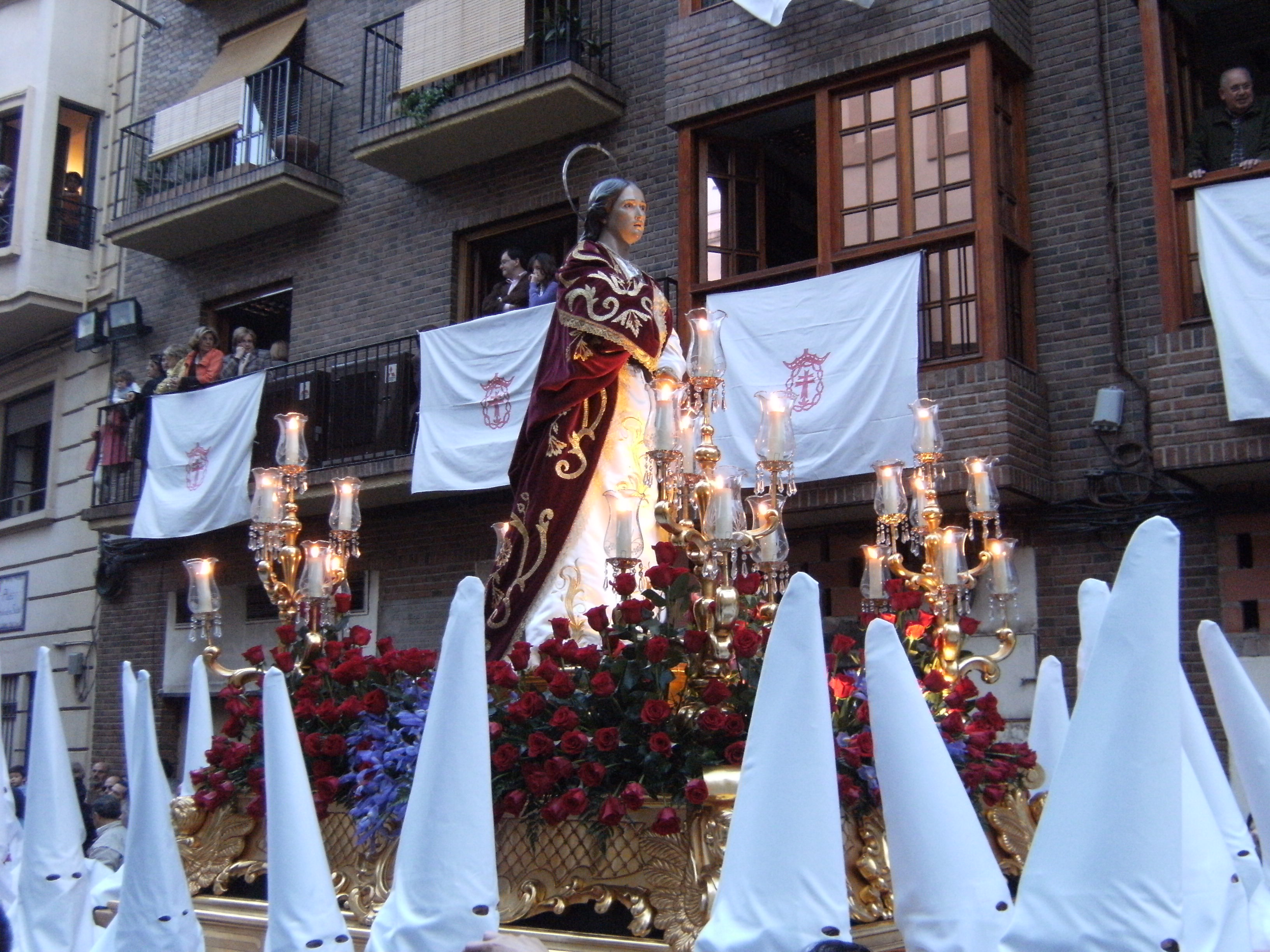
San Juan (Salud).

## Miércoles Santo
Estamos ante uno de los días clave de la Semana Santa de Murcia. Por la mañana se produce el solemne traslado de Nuestro Padre Jesús Nazareno, titular de Los Salzillos, desde el Convento de las Agustinas del Corpus Christi hasta la capilla de la cofradía, siendo la primera vez en la que se pueden ver las túnicas morás por las calles murcianas.
Ya por la tarde tiene lugar el magno y tradicional desfile de Los Coloraos, nombre popular que recibe la Real, Muy Ilustre, Venerable y Antiquísima Archicofradía de la Preciosísima Sangre de Nuestro Señor Jesucristo (1411), que parte de la iglesia Arciprestal de Nuestra Señora del Carmen. Además de ser la cofradía decana de la Semana Santa de Murcia, cuenta con importantes imágenes de Nicolás de Bussy (siglo XVII), Roque López (siglo XVIII) y González Moreno (mediados del siglo XX). Es quizás la más típica de todas las de estilo Tradicional, la que más público congrega en las calles y la que más nazarenos cuenta en sus 12 hermandades.

"
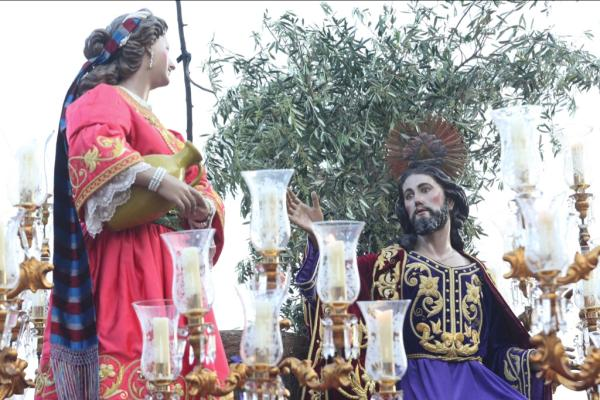
La Samaritana.
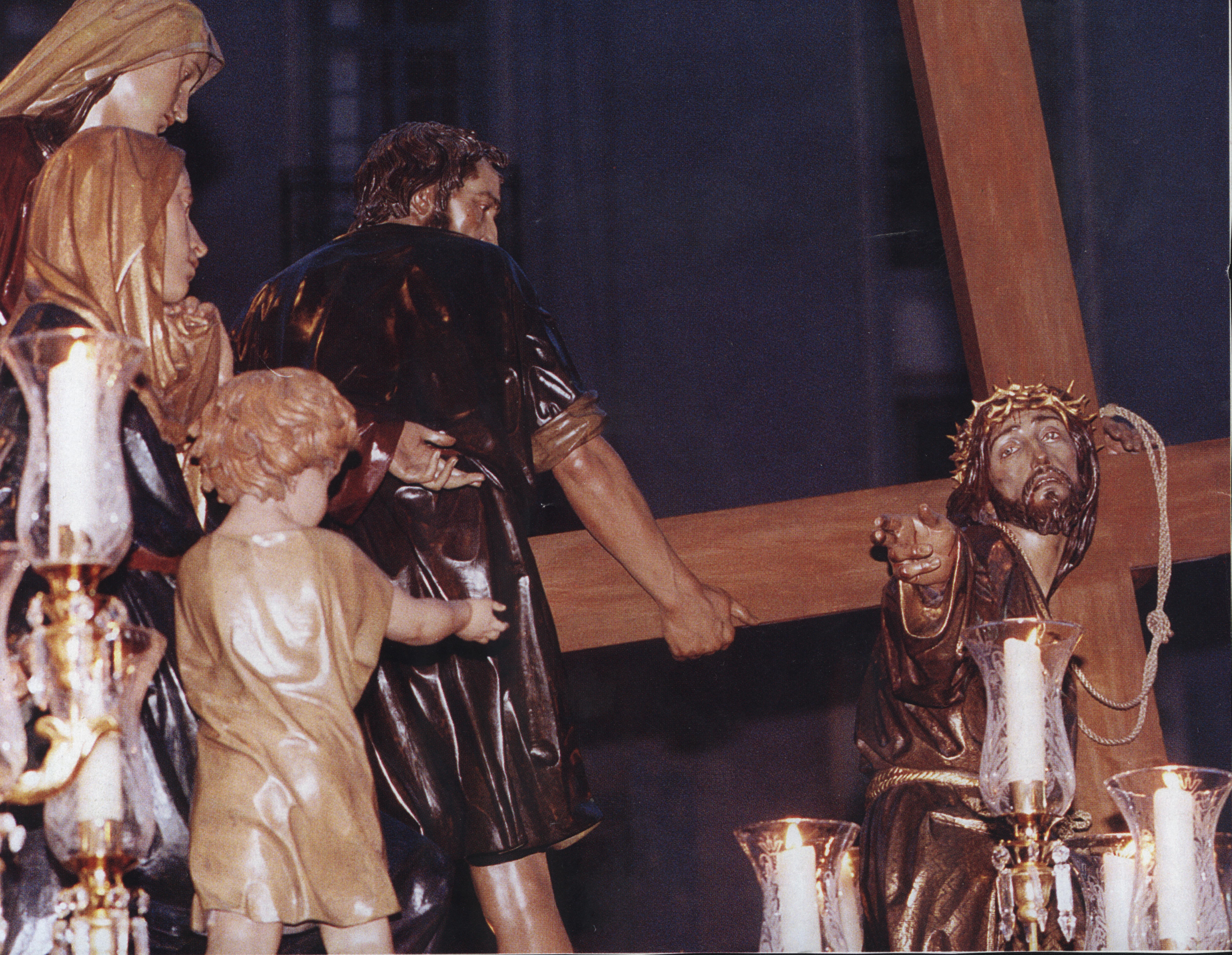
Hijas de Jerusalén.
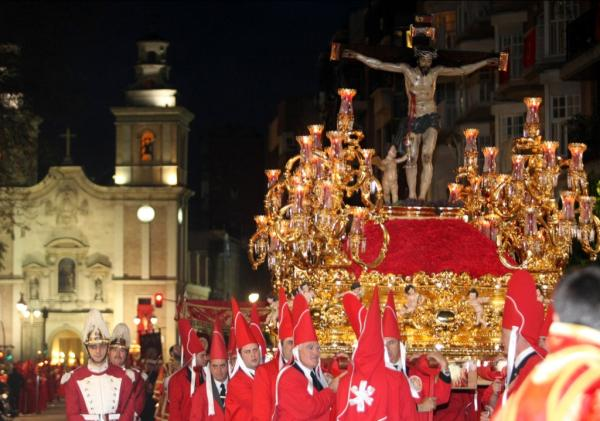
Cristo de la Sangre.

## Jueves Santo
En este importante día de la Semana Santa, hay que destacar por la mañana el traslado del Santísimo Cristo de Santa Clara la Real, de la Cofradía del Santo Sepulcro, desde el Monasterio de Santa Clara la Real hasta la iglesia de San Bartolomé-Santa María, sede de la cofradía. Protagonizando un encuentro con la Santísima Virgen de la Soledad en la plaza de Santo Domingo.
Cuando llega la tarde; aparte de los antiquísimos cantos de Auroros que se entonan a las puertas de la iglesia de Jesús (sede de Los Salzillos), sale a la calle:
- La Solemne Procesión de la Soledad del Calvario (1980), organizada por Los Coloraos y que comienza a las 18;30 h, en donde desfilan tres pasos y sus respectivas hermadades, destacando la Conversión del Buen Ladrón, obra de José Hernández Navarro.

Ya por la noche tenemos el solemne desfilar de: 
- La Cofradía del Santísimo Cristo del Refugio, la denominada Procesión del Silencio, siendo la decana (1942) y más importante de la procesiones de este estilo. Su túnica es de color negro y morado, partiendo de la iglesia de San Lorenzo, a las 22:00 h. Las calles de la ciudad permanecen apagadas ante el paso del titular, un crucificado anónimo del siglo XVI o comienzos del XVII. A su paso numerosas corales interpretan cánticos pasionales, entre ellos los tradicionales grupos de auroros. Es la única cofradía que cuenta con un solo paso de toda la Semana Santa de Murcia.

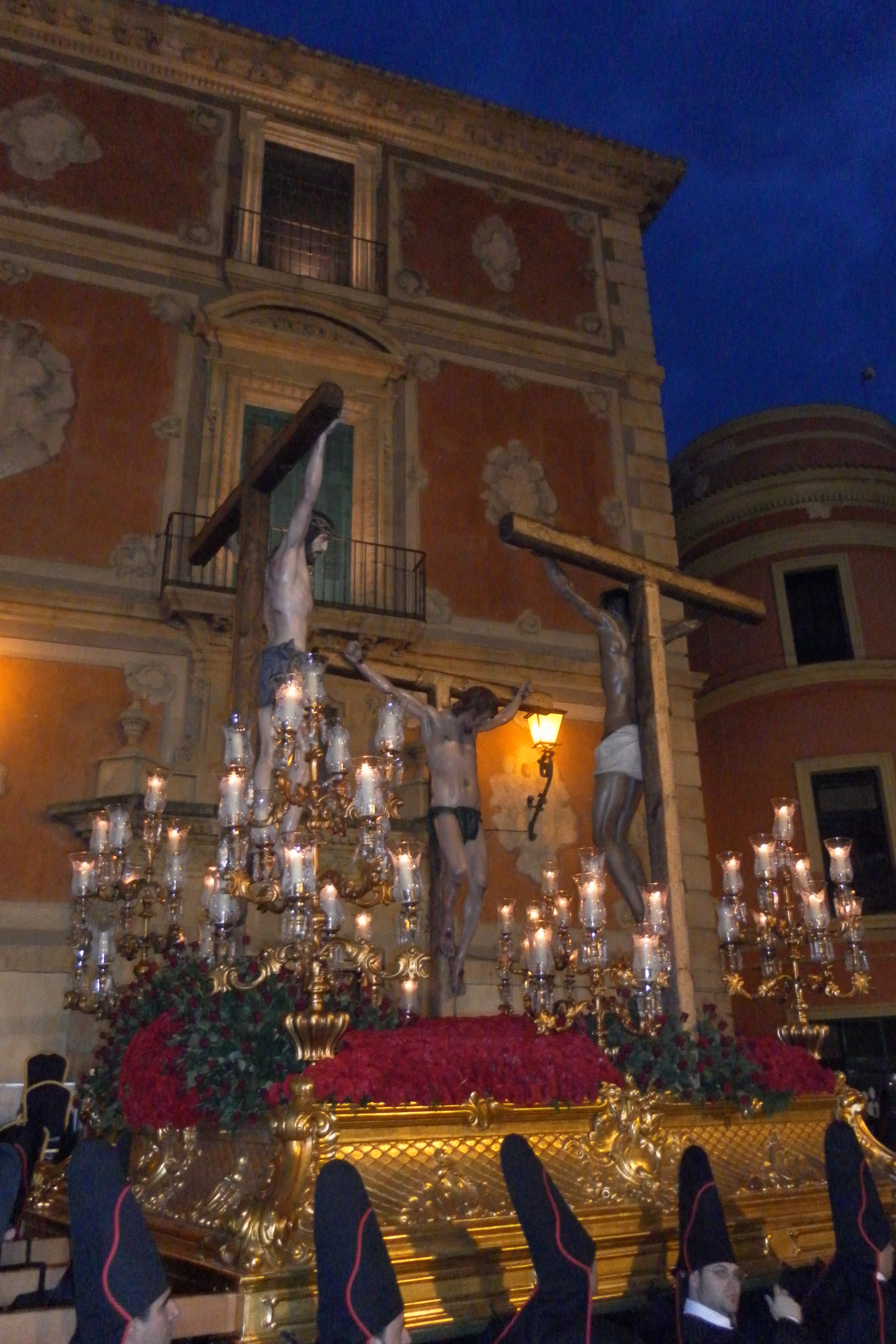
Conversión del Buen Ladrón (Soledad).
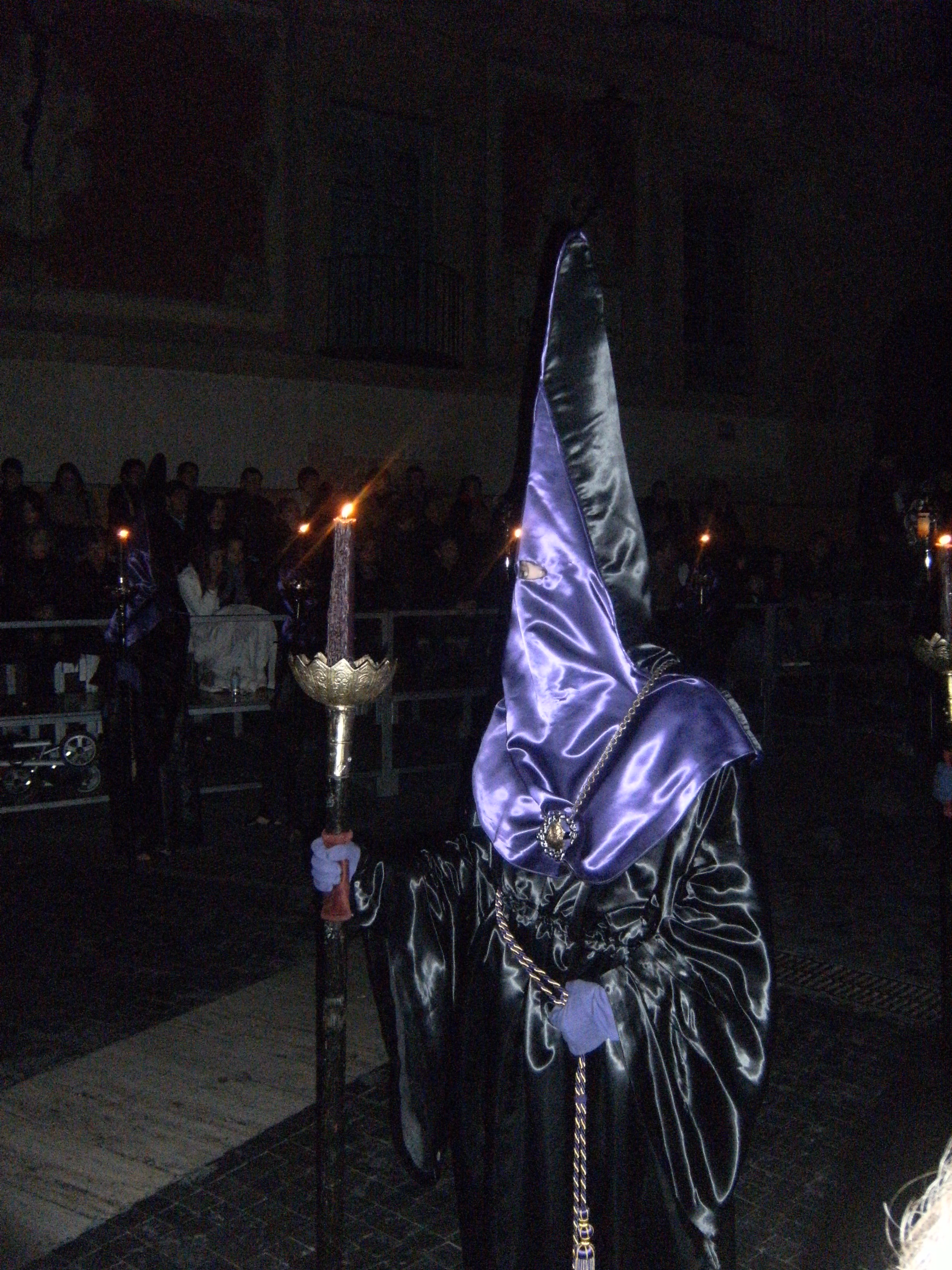
Nazareno del Refugio.
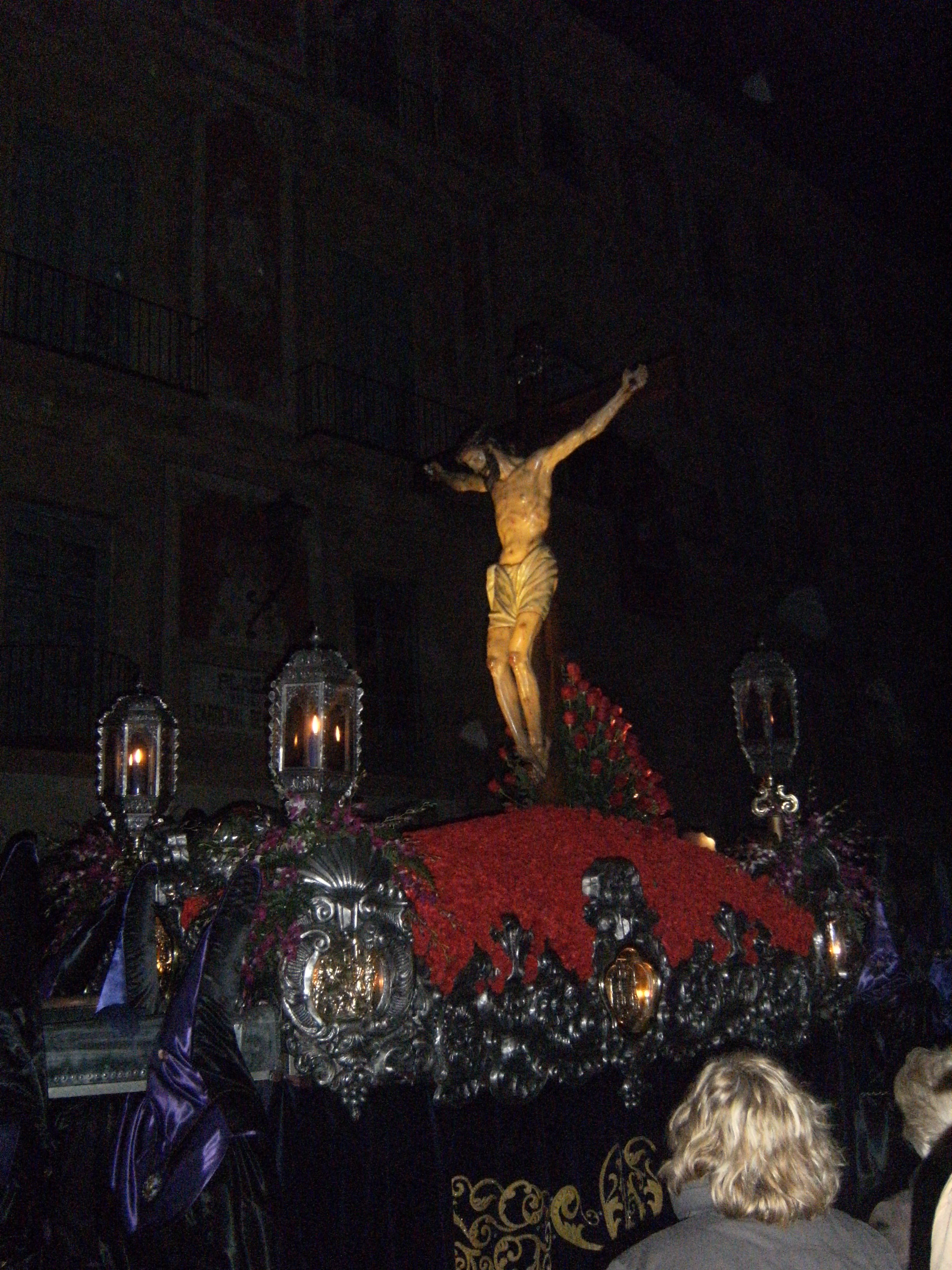
Cristo del Refugio.

## Viernes Santo
Día crucial en la Semana Santa de Murcia, es la jornada de mayor actividad nazarena al desfilar 4 cofradías (todas de estilo tradicional), 22 hermandades, 20 pasos y miles de nazarenos. 3 de las cofradías que desfilan son de las más antiguas de la ciudad y cuentan con un patrimonio escultórico de excepción:
- A las seis de la mañana, hora solar, inicia su cortejo la Real y Muy Ilustre Cofradía de Nuestro Padre Jesús Nazareno  (1600), popularmente denominada como la procesión de Los Salzillos o Los Moraos, siendo quizás el momento cumbre de la Semana Santa de Murcia. A su antigüedad, tradición y tipismo se unen 8 soberbios pasos de Francisco Salzillo (siglo XVIII) siendo sus obras más conocidas. Obra aparte es el solemne titular, Nuestro Padre Jesús Nazareno, obra anónima atribuida a Aguilera, datado en 1601. Son miles los penitentes que desfilan con la túnica morá en alguna de sus 10 hermandades, partiendo de la iglesia de Jesús.

- Ya por la tarde hace estación de penitencia la Cofradía del Santísimo Cristo de la Misericordia, la más reciente de las que desfilan en este día (1949), popularmente conocida como la procesión de Los Pavos, cuenta con un bellísimo cristo titular de Domingo Beltrán del siglo XVI y con una de las mejores obras de José Hernández Navarro, el Descendimiento. Parte a las 18:15 h desde la iglesia de San Esteban y su túnica es de color negro y grana.

- También desfila la Real, Muy Ilustre y Venerable Cofradía de Servitas de María Santísima de las Angustias. La procesión de Los Servitas data del siglo XVII (1607)[4] y su titular es una de las mejores obras de Francisco Salzillo, quizás su primera obra maestra que realizó. Es la cofradía del Viernes Santo con menos hermandades, solo 2, con túnicas de color negro y azul. Parte de la iglesia de San Bartolomé a las 18:45 h.

- Tras la salida de Servitas se inicia la procesión de la Real y Muy Ilustre Cofradía del Santo Sepulcro, una de las más antiguas de la Semana Santa (1570). Tiene el rango de ser la procesión oficial de la ciudad, por eso delante de la hermandad del paso titular desfila una representación de cada una de las cofradías e instituciones de la ciudad. Cuenta con la última imagen de Francisco Salzillo que desfila en la Semana Santa, y con importantes obras de Juan González Moreno. Sus túnicas son de color negro, partiendo de la iglesia de San Bartolomé a las 19:00 h.

"
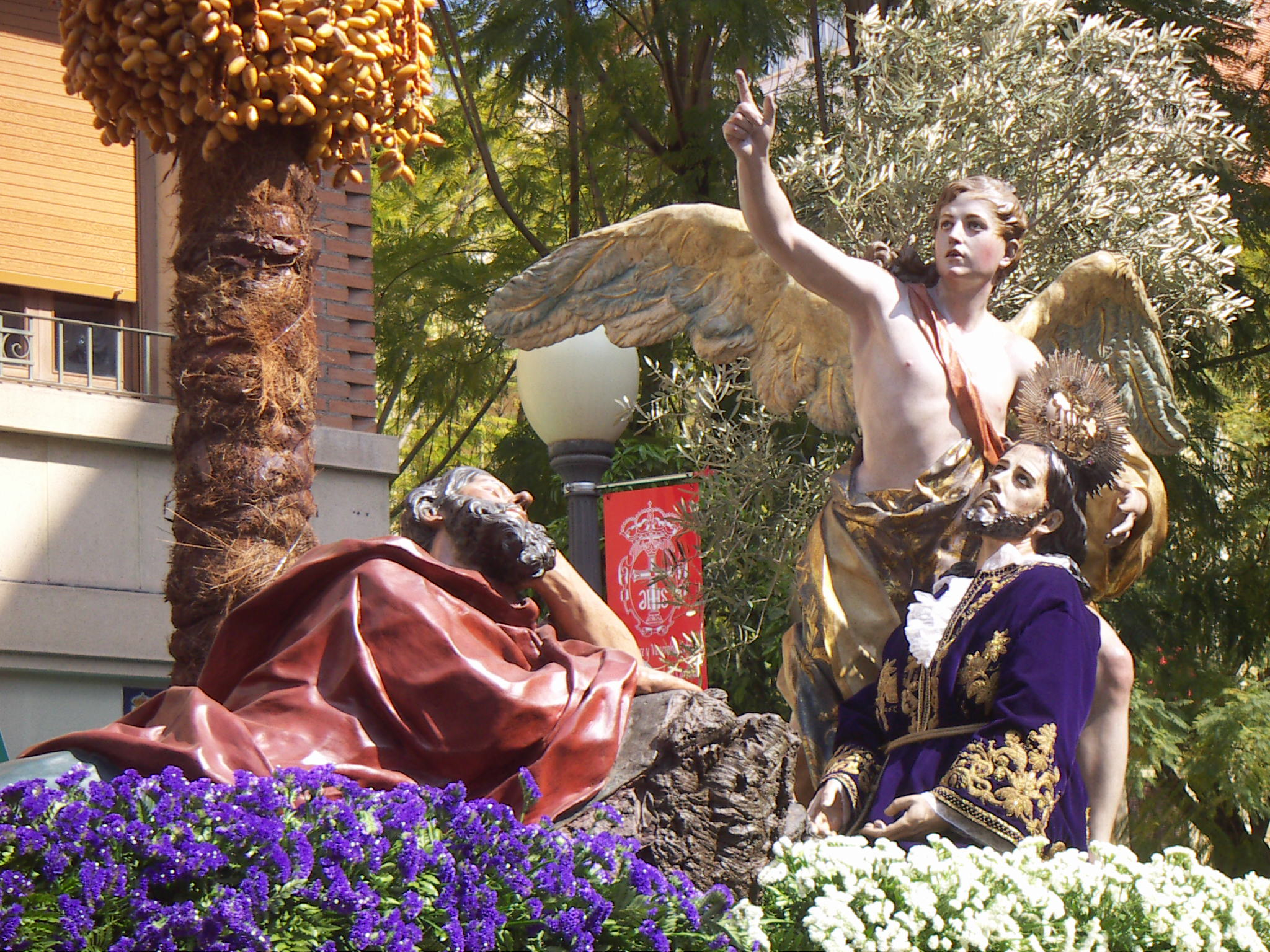
La Oración del Huerto (Jesús Nazareno)
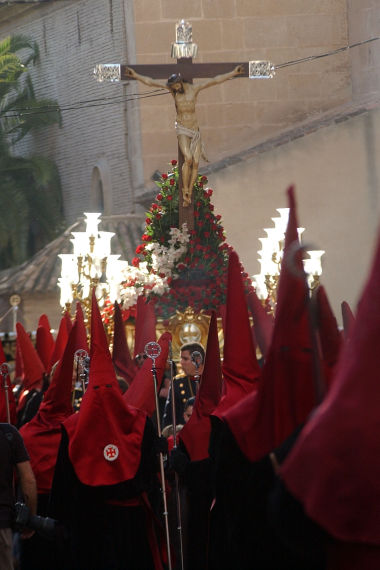
Cristo de la Misericordia
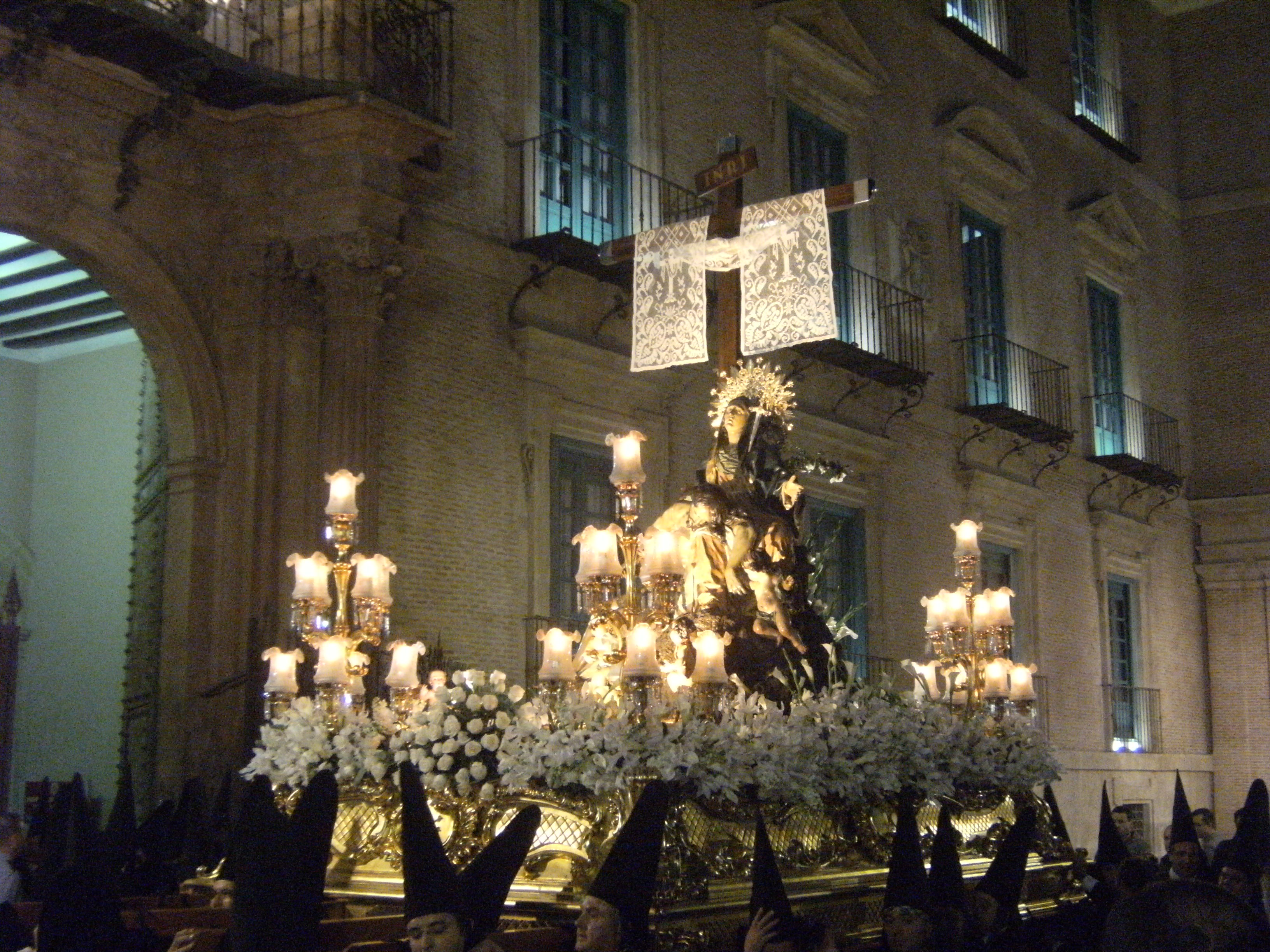
Virgen de las Angustias (Servitas)
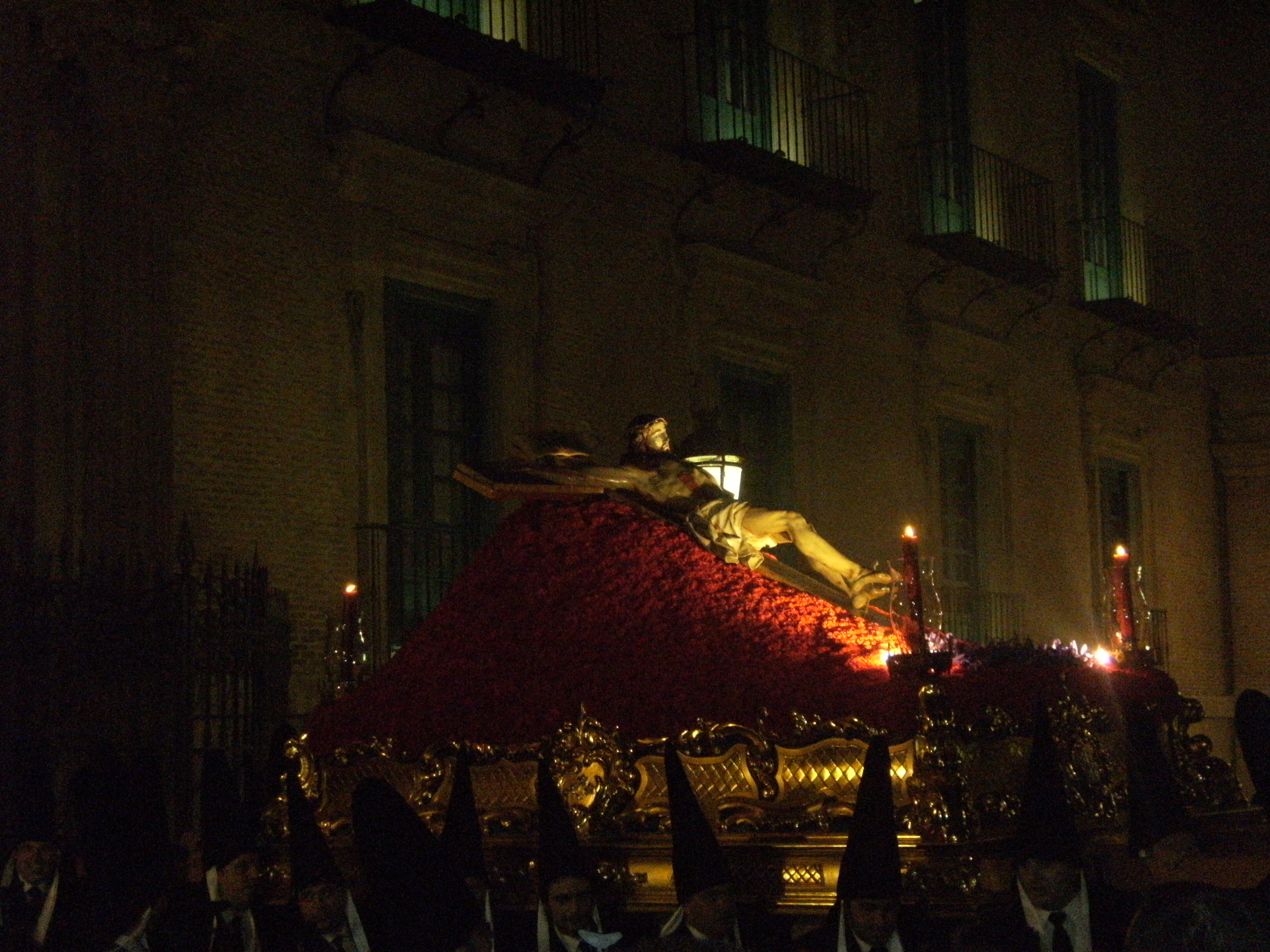
Cristo de Santa Clara la Real (Santo Sepulcro)

## Sábado Santo
Durante esta jornada; la última de los días de pasión, tienen lugar dos procesiones,
- La Procesión de María Santísima del Rosario en sus Misterios Dolorosos, organizada por la Muy Ilustre y Venerable Cofradía del Santísimo Cristo de la Caridad, haciendo su primera estación de penitencia en 2013 desde la iglesia de Santa Catalina. A diferencia del resto de hermandades de la Cofradía que desfilan el Sábado de Pasión, esta hermandad -con un único paso- viste con túnica negra y no entrega caramelos.

- La Cofradía del Santísimo Cristo Yacente y Nuestra Señora de la Luz en Su Soledad (1986), que cuenta con unos titulares de gran antigüedad (el Cristo Yacente data del siglo XVI), siendo además la última cofradía de estilo de silencio que hace su estación de penitencia en la Semana Santa. Es la única procesión de la ciudad que no cuenta con acompañamiento musical alguno, ni siquiera tambores. Parte de la iglesia de San Juan de Dios y su túnica es de color blanco y negro.

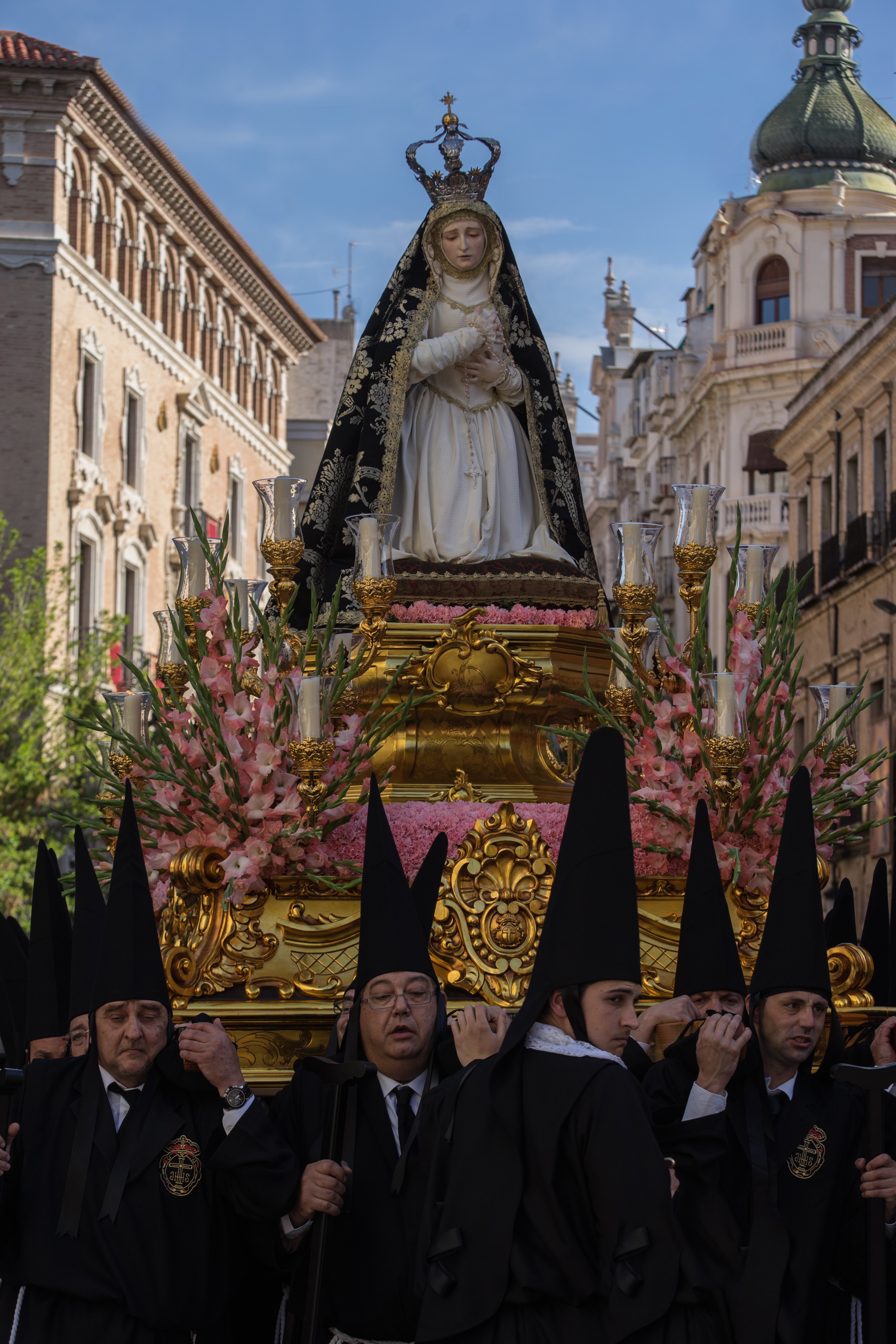
Virgen del Rosario en sus Misterios Dolorosos.
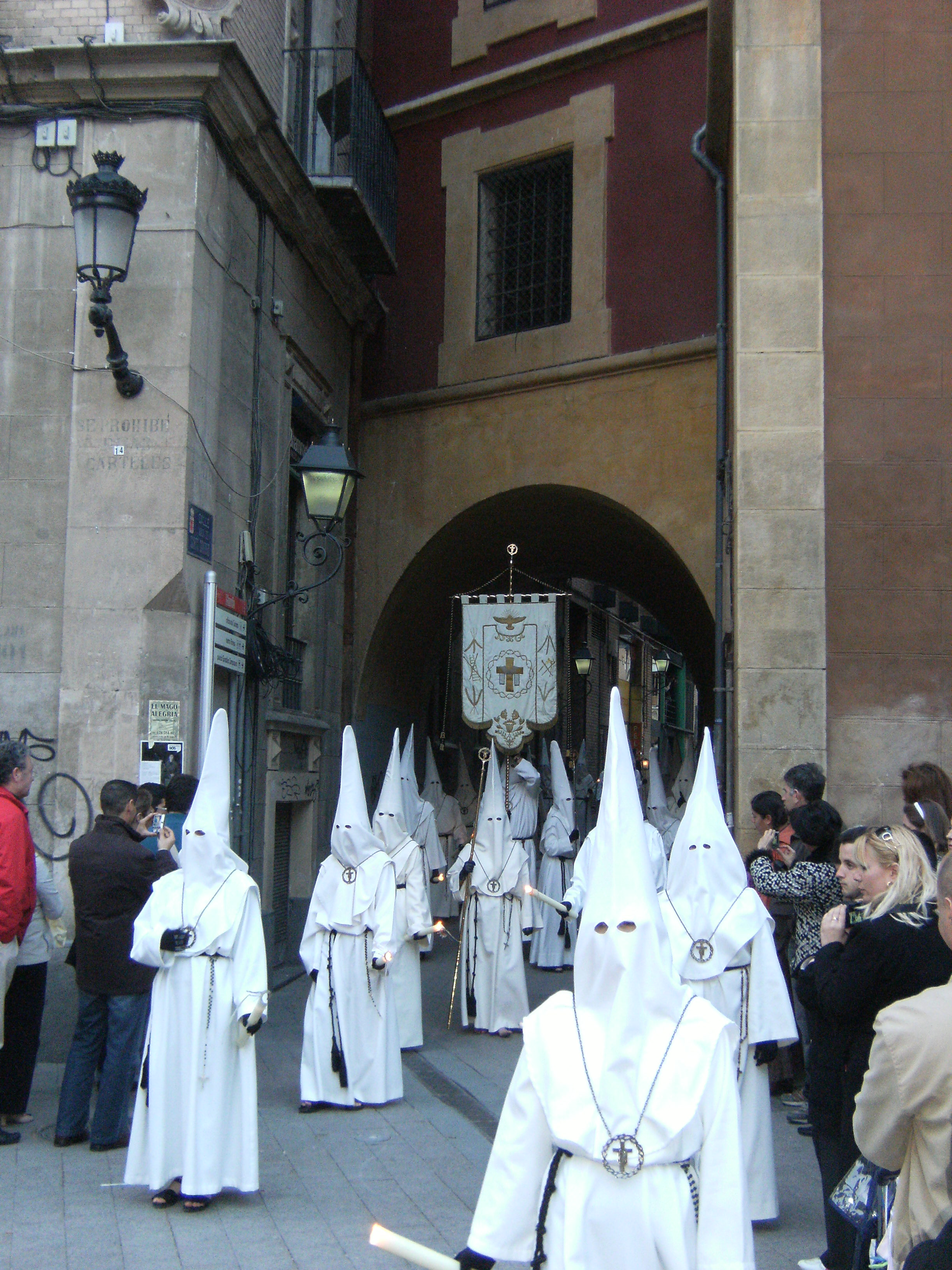
Nazarenos del Yacente.
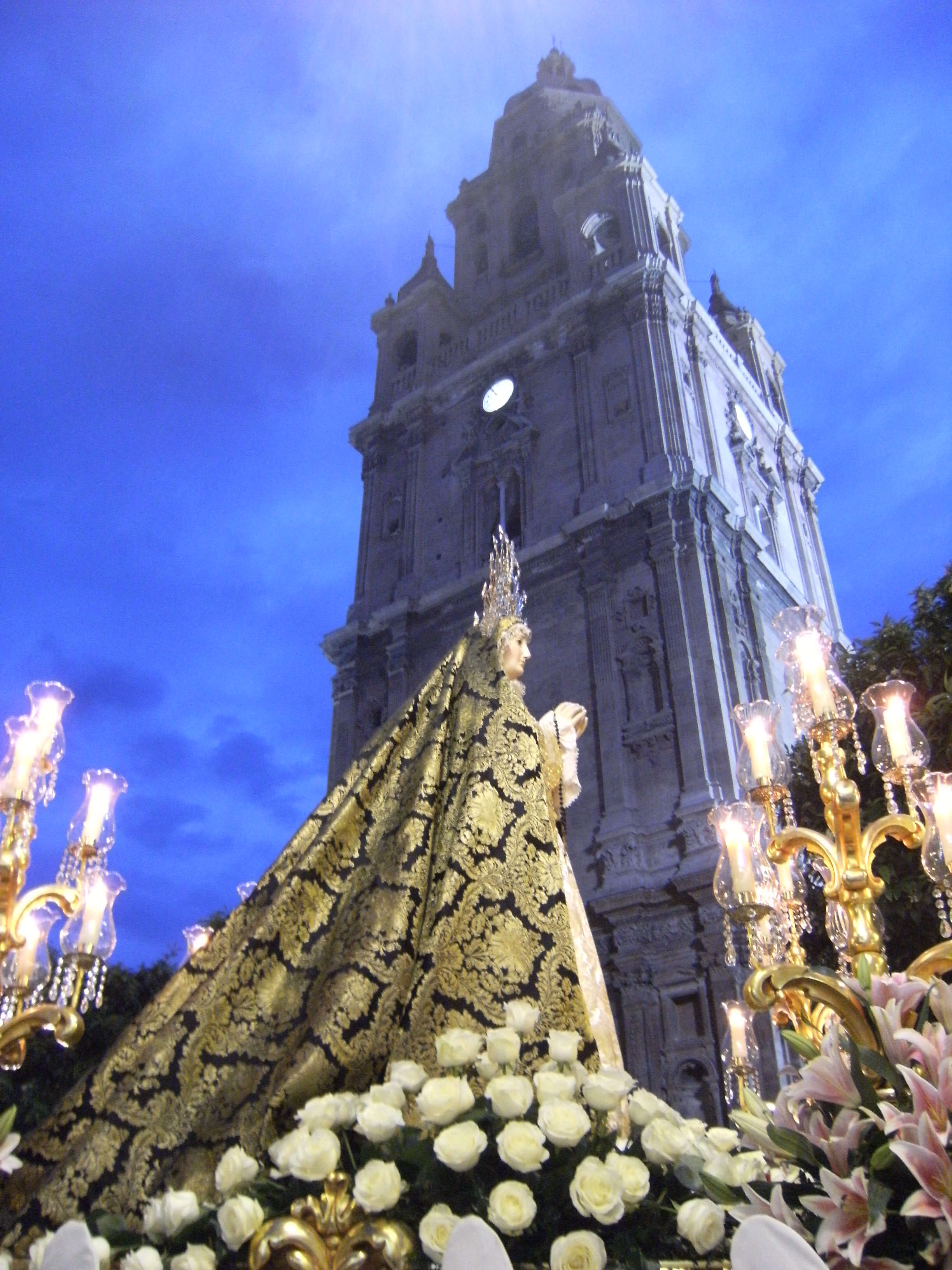
Virgen de la Luz en su Soledad.

## Domingo de Resurrección
En el último día de la Semana Santa tiene lugar la colorista y alegre procesión de la Real y Muy Ilustre Archicofradía de Nuestro Señor Jesucristo Resucitado (1910), conocida popularmente como la "procesión de los blancos" (ya que las túnicas son de color blanco y dorado) o incluso como la "procesión del demonio", debido al gracioso personaje que abre la procesión: el demonio encadenado. Es la cofradía que saca a la calle más pasos (junto a Los Coloraos y el Perdón), un total de 11, dos alegóricos y 9 que representan escenas de la vida de Cristo resucitado. Parte a las 8:15 h de la iglesia de Santa Eulalia.

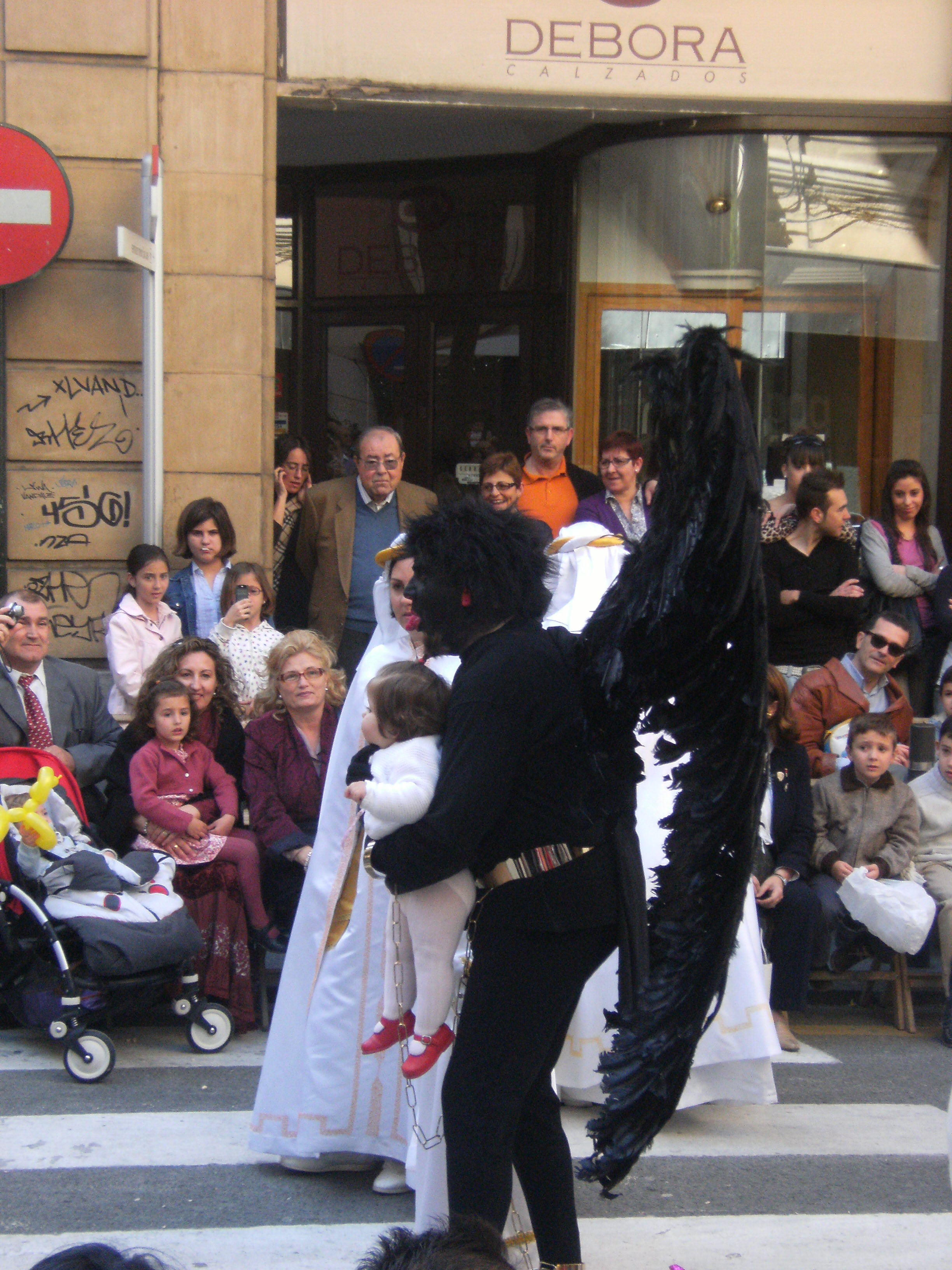
El demonio encadenado.
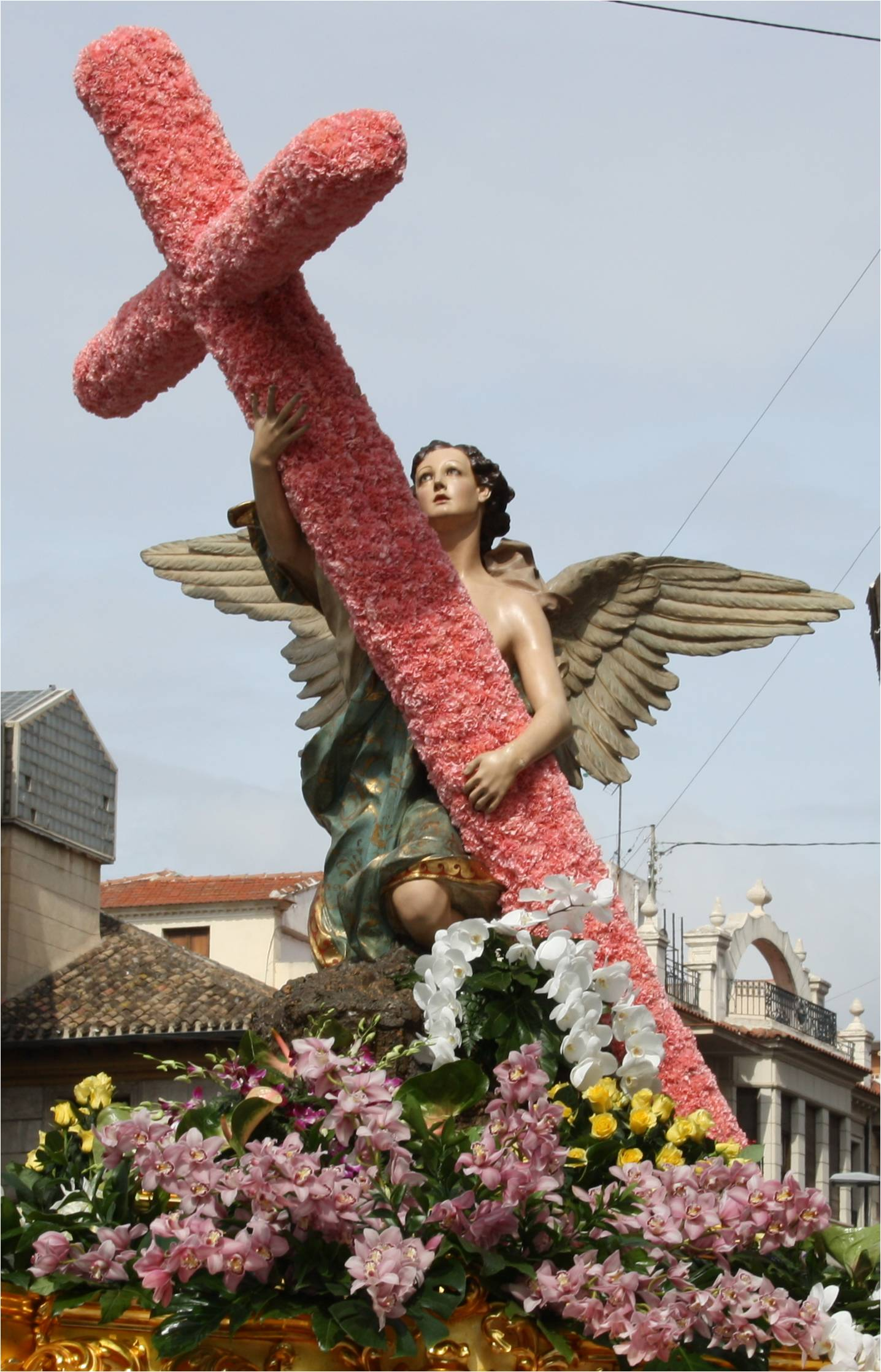
Cruz Triunfante.
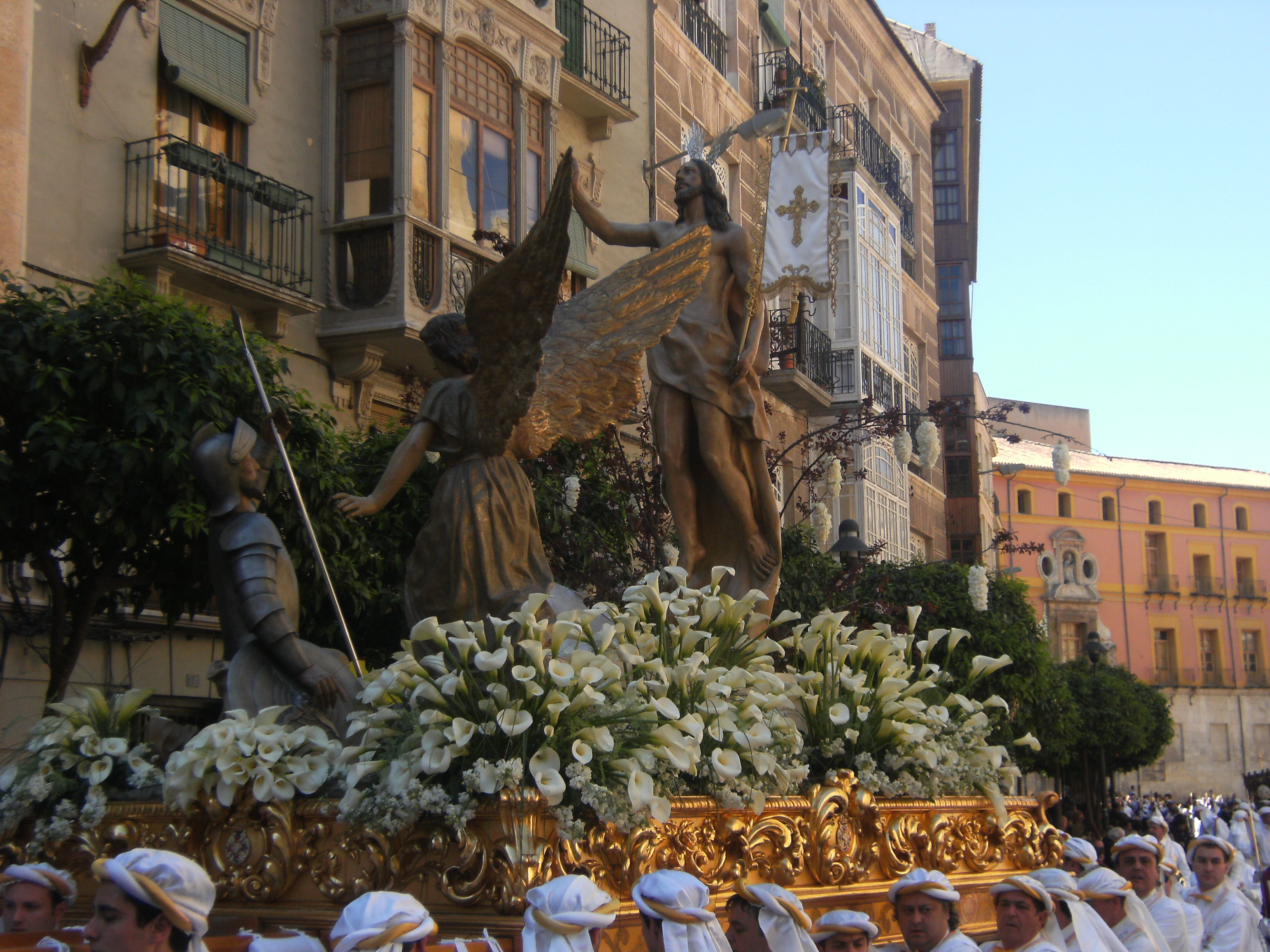
Nuestro Señor Jesucristo Resucitado.

## Tabla resumen
| DÍA                     | COFRADÍA | HORA DE SALIDA   | IGLESIA DE SALIDA                                | TÚNICA                           | ESTILO      |
| ----------------------- | --- | ---------------- | ------------------------------------------------ | -------------------------------- | ----------- |
| Viernes de Dolores      | Venerable Cofradía del Santísimo Cristo del Amparo y María Santísima de los Dolores                                                                       | 19:00            | Iglesia de San Nicolás de Bari                   | Azul                             | Tradicional |
| Sábado de Pasión        | Cofradía del Santísimo Cristo de la Fe | 17:45            | Iglesia de San Francisco de Asís (Capuchinos)    | Marrón                           | Silencio    |
| Sábado de Pasión        | Muy Ilustre y Venerable Cofradía del Santísimo Cristo de la Caridad                                                                                       | 19:00            | Iglesia de Santa Catalina                        | Corinto                          | Tradicional |
| Domingo de Ramos        | Pontificia, Real y Venerable Cofradía del Santísimo Cristo de la Esperanza, María Santísima de los Dolores y del Santo Celo por la Salvación de las Almas | 18:00            | Iglesia de San Pedro Apóstol                     | Verde                            | Tradicional |
| Lunes Santo             | Real, Ilustre y Muy Noble Cofradía del Santísimo Cristo del Perdón                                                                                        | 19:00            | Iglesia de San Antolín                           | Magenta                          | Tradicional |
| Martes Santo            | Hermandad de Esclavos de Nuestro Padre Jesús del Rescate y María Santísima de la Esperanza                                                                | 19:00            | Iglesia de San Juan Bautista                     | Morada y blanca y verde y blanca | Silencio    |
| Martes Santo            | Pontificia, Real, Hospitalaria y Primitiva Asociación del Santísimo Cristo de la Salud                                                                    | 19:45            | Iglesia de San Juan de Dios                      | Blanca y roja                    | Silencio    |
| Miércoles Santo         | Real, Muy Ilustre, Venerable y Antiquísima Archicofradía de la Preciosísima Sangre de Nuestro Señor Jesucristo (Coloraos)                                 | 18:00            | Iglesia Arciprestal de Nuestra Señora del Carmen | "Colorá" (roja)                  | Tradicional |
| Jueves Santo            | Coloraos – Procesión de la Soledad | 18:30            | Iglesia Arciprestal de Nuestra Señora del Carmen | Negro y rojo                     | Silencio    |
| Jueves Santo            | Cofradía del Santísimo Cristo del Refugio | 22:00            | Iglesia de San Lorenzo                           | Negro y morado                   | Silencio    |
| Viernes Santo           | Real y Muy Ilustre Cofradía de Nuestro Padre Jesús Nazareno                                                                                               | 06:00 hora solar | Iglesia de Jesús                                 | Morada                           | Tradicional |
| Viernes Santo           | Cofradía del Santísimo Cristo de la Misericordia | 18:15            | Iglesia de San Esteban                           | Negra y grana                    | Tradicional |
| Viernes Santo           | Real, Muy Ilustre y Venerable Cofradía de Servitas de María Santísima de las Angustias                                                                    | 18:45            | Iglesia de San Bartolomé                         | Negra y azul                     | Tradicional |
| Viernes Santo           | Real y Muy Ilustre Cofradía del Santo Sepulcro | 19:00            | Iglesia de San Bartolomé                         | Negra                            | Tradicional |
| Sábado Santo            | Cofradía de la Caridad -Procesión de María Santísima del Rosario en sus Misterios Dolorosos                                                               | 17:00            | Iglesia de Santa Catalina                        | Negra                            | Tradicional |
| Sábado Santo            | Cofradía del Santísimo Cristo Yacente y Nuestra Señora de la Luz en Su Soledad                                                                            | 19:00            | Iglesia de San Juan de Dios                      | Blanca y negra                   | Silencio    |
| Domingo de Resurrección | Real y Muy Ilustre Archicofradía de Nuestro Señor Jesucristo Resucitado                                                                                   | 08:15            | Iglesia de Santa Eulalia                         | Blanca y dorada                  | Tradicional |